# NGO Monitor
NGO Monitor (Non-governmental Organization Monitor) ist eine rechtsgerichtete israelische Nichtregierungsorganisation, die die Arbeit internationaler NGOs in Israel und den palästinensischen Gebiete analysiert und darüber berichtet.

## Geschichte

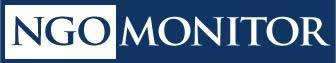
Logo der Organisation

Die Organisation wurde im Jahr 2002 unter dem Schirm des Think Tanks Jerusalem Center for Public Affairs (JCPA) gegründet. Präsident des JCPA war zu diesem Zeitpunkt Dore Gold, der zuvor außenpolitischer Berater von Ministerpräsident Benjamin Netanjahu sowie Israels Botschafter bei den Vereinten Nationen war. An der Gründung beteiligt war neben dem langjährige Direktor von NGO-Monitor Gerald M. Steinberg auch die Wechsler Family Foundation, die NGO-Monitor laut Steinberg in der Anfangszeit finanziell förderte. Recherchen des +972 Magazine zufolge war Steinberg, während er NGO-Monitor leitete, als Berater für das israelische Außenministerium sowie das Büro des israelischen Ministerpräsidenten tätig.
2007 wurde die Organisation eigenständig. Träger von NGO-Monitor ist The Institute for NGO Research, das seit 2013 den besonderem Berater-Status beim UN Economic and Social Council hat.

## Rezeption
Die Arbeit der Organisation ist Gegenstand von Kontroversen. Es wird ihr zuweilen vorgehalten, sie würde nicht alle Organisationen gleichermaßen kritisch untersuchen: rechte Organisationen würden ausgespart, während eher linke und regierungskritische Organisationen im Fokus von NGO Monitor seien, die von NGO Monitor als einseitig und unprofessionell arbeitend denunziert würden. NGO Monitor versuche, sich in EU-Angelegenheiten einzumischen, um die EU-Mitgliedsländer daran zu hindern, Organisationen zu finanzieren, die NGO Monitor als antiisraelisch betrachte. Der Europäische Gerichtshof bestätigte 2012 die Weigerung der EU-Kommission, an NGO-Monitor detaillierte Informationen über die Förderung von 16 Menschenrechtsorganisationen in Israel zu geben, weil diese Informationen aufgrund der instabilen Lage der Region besonders „sensibel“ seien und das Auskunftsbegehren keine rechtliche Grundlage habe.
Zudem wurde dem NGO Monitor vorgeworfen, pro-palästinensische Organisationen fälschlicherweise als terroristisch zu bezeichnen oder ihnen fälschlicherweise nachzusagen, sie würden BDS unterstützen, um sie zu denunzieren.
Rashid Khalidi, Mitra Moussa Nabo und Stephan Stetter sowie die Politikwissenschaftler Yusuf Safati und Avaid Rubin ordnen NGO Monitor als rechtsgerichtet („right-wing“) ein. Auch Der Spiegel sprach 2014 von einer „ultrarechten israelischen Wächterorganisation“. Das +972 Magazine argumentierte im Jahr 2017, dass NGO Monitor keine rechte Organisation im klassischen Sinne sei, sondern einfach die jeweilige israelische Regierung unterstütze. Da in Israel jedoch eine extrem rechte Regierung an der Macht sei, laufe es faktisch darauf hinaus, dass der NGO Monitor im Sinne rechtsgerichteter Politik agiere. Das Deutsche Institut für Internationale Politik und Sicherheit nennt den NGO Monitor als eine von mehreren konservativen nationalistischen Organisationen, die aggressive politische und mediale Kampagnen gegen Menschenrechtsorganisationen führen.